# Communauté de communes de Brocéliande
Pour les articles homonymes, voir CCB.
La communauté de communes de Brocéliande (CCB) est une communauté de communes française, située dans le département d'Ille-et-Vilaine, en région Bretagne.

## Histoire
La communauté de communes a été créée le 3 décembre 1993 et regroupait toutes les communes du canton de Plélan-le-Grand. Elle a succédé au SIPDEC (Syndicat intercommunal pour la promotion et le développement économique du canton) fondé en février 1988. 
En 1995, la communauté de communes du canton de Plélan-le-Grand prend le nom de « communauté de communes de Brocéliande ».

## Territoire communautaire

### Géographie
Située dans l'ouest du département d'Ille-et-Vilaine, la communauté de communes de Brocéliande regroupe huit communes et s'étend sur 296,9 km2.

### Composition
La communauté de communes est composée des 8 communes suivantes :

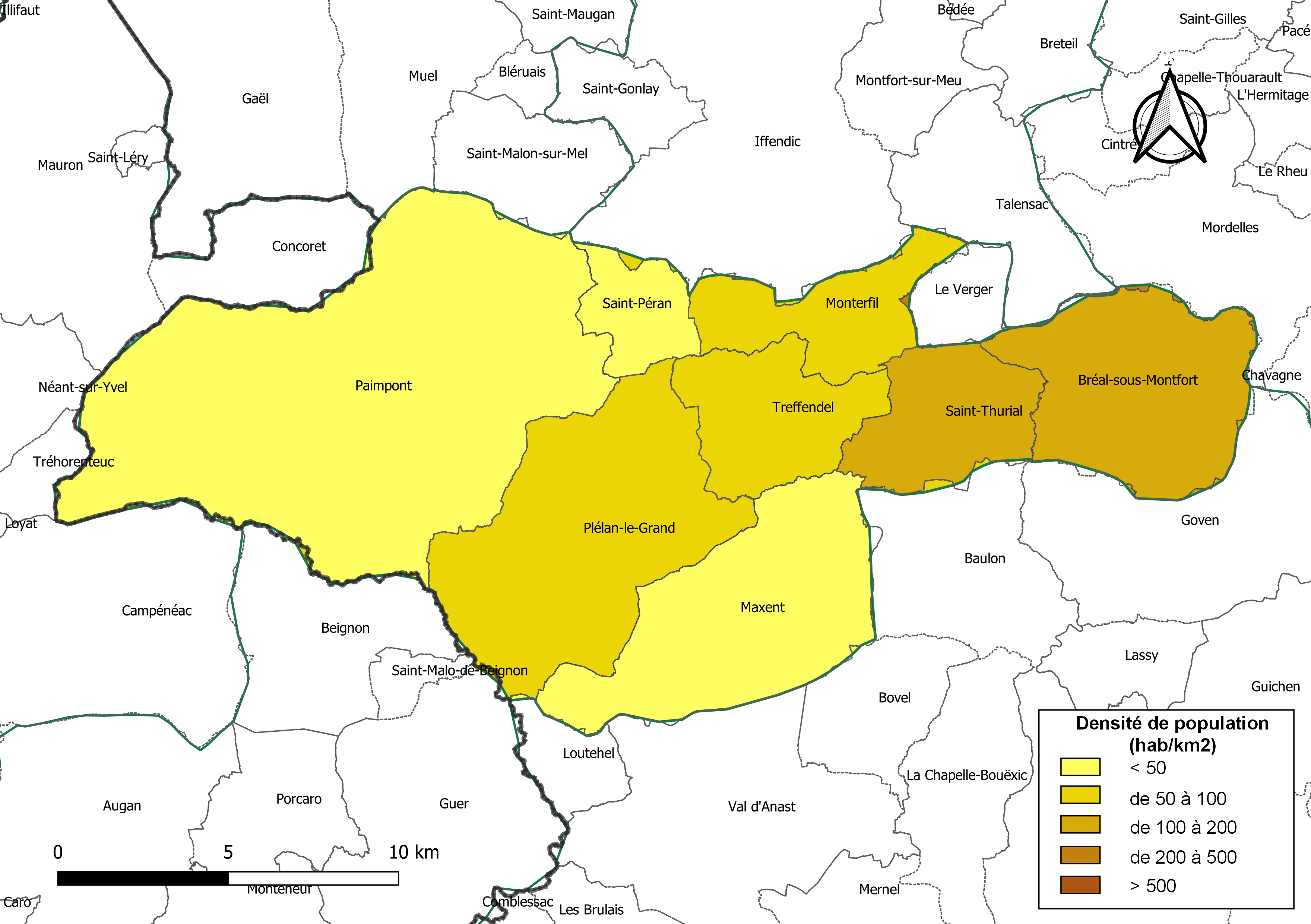
Carte des densités de population (millésimée 2016) des communes de la communauté de communes de Brocéliande. Composition en communes au 1er janvier 2019.

| Nom                     | Code Insee | Gentilé        | Superficie (km2) | Population (dernière pop. légale) | Densité (hab./km2) |
| ----------------------- | ---------- | -------------- | ---------------- | --------------------------------- | ------------------ |
| Plélan-le-Grand (siège) | 35223      | Plélanais      | 49,74            | 4 063 (2022)                      | 82                 |
| Bréal-sous-Montfort     | 35037      | Bréalais       | 33,82            | 6 430 (2022)                      | 190                |
| Maxent                  | 35169      | Maxentais      | 39,72            | 1 457 (2022)                      | 37                 |
| Monterfil               | 35187      | Monterfilois   | 16,94            | 1 352 (2022)                      | 80                 |
| Paimpont                | 35211      | Paimpontais    | 110,28           | 1 778 (2022)                      | 16                 |
| Saint-Péran             | 35305      | Saint-Péranais | 9,37             | 415 (2022)                        | 44                 |
| Saint-Thurial           | 35319      | Thurialais     | 18,01            | 2 165 (2022)                      | 120                |
| Treffendel              | 35340      | Treffendelois  | 18,98            | 1 327 (2022)                      | 70                 |

### Démographie
| 1968  | 1975  | 1982   | 1990   | 1999   | 2010   | 2015   | 2021   |
| ----- | ----- | ------ | ------ | ------ | ------ | ------ | ------ |
| 9 085 | 9 685 | 10 495 | 11 310 | 12 627 | 16 313 | 17 865 | 18 988 |

## Administration

### Siège
Le siège de la communauté de communes est à Plélan-le-Grand, 1 rue des Korrigans.

### Tendances politiques
| Commune             | Maire                 | Étiquette | Étiquette |
| ------------------- | --------------------- | --------- | --------- |
| Bréal-sous-Montfort | Bernard Ethoré        |           | LR        |
| Maxent              | Ange Prioul           |           | SE        |
| Monterfil           | Michel Duault         |           | UDI       |
| Paimpont            | Alain Lefeuvre        |           | DVD       |
| Plélan-le-Grand     | Murielle Douté-Bouton |           | DVG       |
| Saint-Péran         | Isabelle Goven        |           | SE        |
| Saint-Thurial       | David Moizan          |           | SE        |
| Treffendel          | Françoise Kerguélen   |           | DVG       |

### Conseil communautaire
Les 30 conseillers titulaires sont ainsi répartis selon le droit commun comme suit :
| Nombre de conseillers | Communes                      |
| --------------------- | ----------------------------- |
| 10                    | Bréal-sous-Montfort           |
| 6                     | Plélan-le-Grand               |
| 4                     | Saint-Thurial                 |
| 3                     | Paimpont                      |
| 2                     | Maxent, Monterfil, Treffendel |
| 1                     | Saint-Péran                   |

### Élus
La communauté de communes est administrée par son conseil communautaire constitué en 2020 de 30 conseillers communautaires, qui sont des conseillers municipaux représentant chacune des communes membres.
À la suite des élections municipales de 2020 en Ille-et-Vilaine, le conseil communautaire du 8 juin 2020 a réélu son président, Bernard Ethoré, maire de Bréal-sous-Montfort, ainsi que ses 8 vice-présidents.
Le bureau est remanié le 11 juillet 2022 à la suite de la démission de David Moizan, maire de Saint-Thurial, de la 4e vice-présidence et depuis cette date, la liste des vice-présidents est la suivante :
|     | Attributions                                                              | Identité              | Qualité                                    |
| --- | ------------------------------------------------------------------------- | --------------------- | ------------------------------------------ |
| 1re | Action sociale                                                            | Françoise Kerguélen   | Maire de Treffendel                        |
| 2e  | Finances, commande publique, communication et formation des élus          | Michel Duault         | Maire de Monterfil                         |
| 3e  | Tourisme et numérique                                                     | Fabienne Savatier     | Conseillère municipale de Paimpont         |
| 4e  | Patrimoine communautaire, mutualisation et grand et petit cycles de l'eau | Dominique Dahyot      | 2e adjoint au maire de Saint-Thurial       |
| 5e  | Transition écologique et mobilité                                         | Murielle Douté-Bouton | Maire de Plélan-le-Grand                   |
| 6e  | Urbanisme, habitat, planification et déchets                              | Éric Thomas           | 1er adjoint au maire de Saint-Péran        |
| 7e  | Vie associative, culture, sports et loisirs                               | Audrey Hirou-Robert   | Conseillère municipale de Maxent           |
| 8e  | Économie, emploi et agriculture                                           | Gérard Berrée         | 4e adjoint au maire de Bréal-sous-Montfort |

Ensemble, ils forment le bureau communautaire pour la période 2020-2026.

### Liste des présidents
| Période       | Période                  | Identité                | Étiquette    | Qualité                                                                                    |
| ------------- | ------------------------ | ----------------------- | ------------ | ------------------------------------------------------------------------------------------ |
| décembre 1993 | avril 2001               | Marie-Joseph Bissonnier | DVD          | Maire de Plélan-le-Grand (1977 → 1995) Conseiller général de Plélan-le-Grand (1979 → 2004) |
| avril 2001    | avril 2008               | Joseph Durand           | DVD puis UMP | Maire de Bréal-sous-Montfort (1983 → 2014)                                                 |
| avril 2008    | avril 2014               | Loïc Aubin              | UMP puis UDI | Adjoint au maire de Saint-Thurial (1995 → 2014)                                            |
| avril 2014    | février 2016 (démission) | Laurent Peyrègne        | DVD          | Maire de Plélan-le-Grand (2008 → 2016)                                                     |
| mai 2016      | En cours                 | Bernard Ethoré          | DVD          | Maire de Bréal-sous-Montfort (2014 → ) Réélu pour le mandat 2020-2026                      |

### Compétences
La communauté de communes de Brocéliande exerce les compétences obligatoires suivantes :
- Développement économique ;
- Aménagement de l’espace communautaire.

Ainsi que les compétences optionnelles suivantes :
- Création ou aménagement et entretien de la voirie d’intérêt communautaire ;
- Politique du logement social et politique de l’habitat ;
- Développement culturel, sportif et de loisirs.
- Protection et mise en valeur de l’environnement ;

Enfin, les compétences facultatives suivantes :
- Tourisme ;
- Petite enfance ;
- Jeunesse ;
- Nouvelles Technologies de l’Information et de la Communication ;
- Réseaux et services locaux de communication électroniques.

La communauté bénéficie de la dotation globale de fonctionnement bonifiée, par l’exercice des compétences suivantes :
- Développement économique ;
- Aménagement de l’espace communautaire ;
- Voirie d’intérêt communautaire ;
- Politique du logement social et actions en faveur du logement des personnes défavorisées ;
- Élimination des déchets ménagers et assimilés.

### Régime fiscal et budget
La communauté de communes est un établissement public de coopération intercommunale à fiscalité propre.
Afin de financer l'exercice de ses compétences, l'intercommunalité perçoit la fiscalité professionnelle unique (FPU) – qui a succédé à la taxe professionnelle unique (TPU) – et assure une péréquation de ressources entre les communes résidentielles et celles dotées de zones d'activité.
Elle bénéficie par ailleurs de la dotation de solidarité communautaire (DSC).